# Opel Tigra
Opel Tigra je malý vůz sportovního charakteru, který vyráběla automobilka Opel. První generace s karoserií kupé se vyráběla v letech 1994 až 2001. Výroba druhé generace s karoserií kupé-kabrio probíhala od roku 2004 do roku 2009.

## Tigra A
Výroba probíhala v letech 1994 až 2000 ve Španělsku. Vážil pouze 1075 kg. Platforma pocházela ze soudobého Opelu Corsa B. Z ní pocházely i některé prvky v interiéru. Jízdní vlastnosti jsou díky stejnému podvozku velice podobné, tedy ne příliš sportovní. Tigra si nese i horší technickou pověst jako většina starších modelů Opel. Veliké ohlasy ale vzbudil design s velikým proskleným zadním oknem. Vozidlo má příjemné ovládání a nízkou spotřebu. Zavazadlový prostor má objem 215 litrů.

### Parametry
- Rozměry: 3922 × 1604 × 1340 mm

### Motorizace

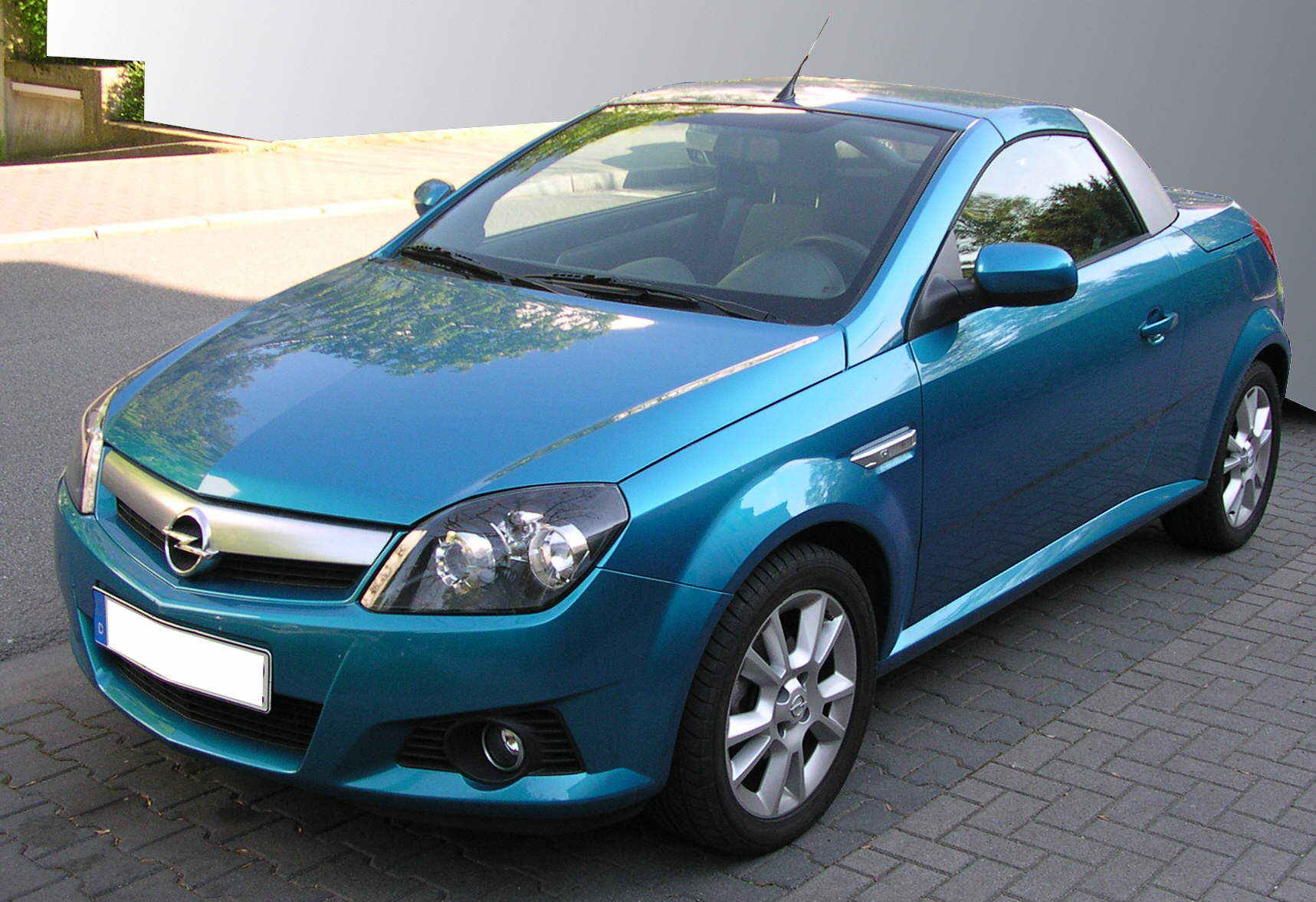
Tigra B

- 1,4i 16V (66 kW)
- 1,6i 16V (78 kW)

## Tigra B
Výroba probíhala od roku 2004 ve Francii. Vychází z Corsy C. Vyrábí se jako kabriolet s pevnou skládací střechou. Tato generace dostala přídomek TwinTop, který naznačuje koncepci kupé-kabrioletu. Výroba probíhala u francouzské společnosti Heuliez. Motor o obsahu 1,8 litru dosahuje výkonu 92 kW. Maximální rychlost je 204 km/h a zrychlení z 0 na 100 km/h je 9,4 sekundy.